# Stenocara gracilipes

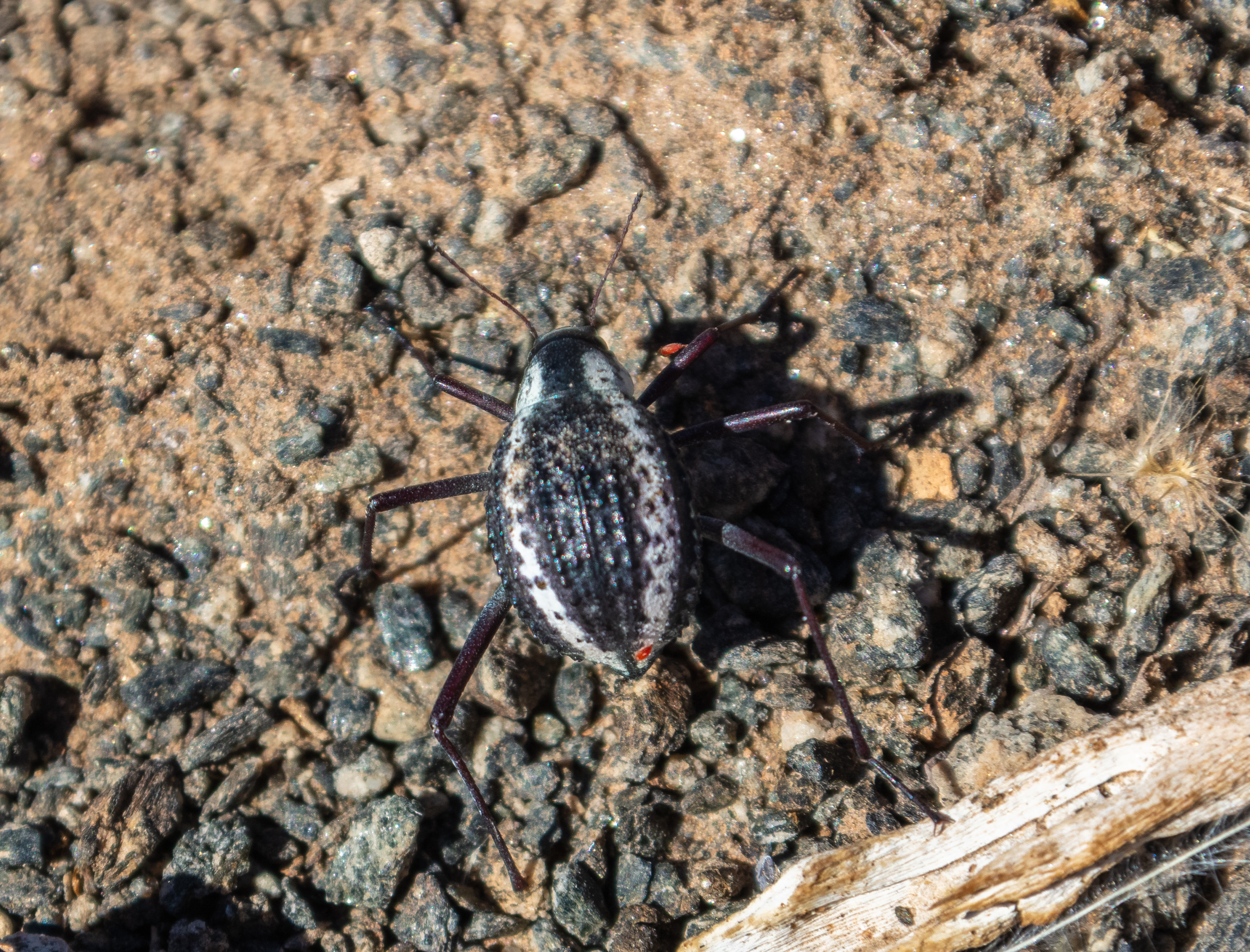
Imagen de otro ejemplar.

Stenocara gracilipes es una especie de escarabajo nativa del desierto de Namib del sur de África. Esta es una de las zonas más áridas del mundo, recibiendo solo 1.4 cm de lluvia por año. El escarabajo es capaz de sobrevivir por recogida de agua de las nieblas de la mañana en la superficie dorsal de su caparazón. 
Para beber agua, el S. gracilipes se posa sobre una cresta de arena usando sus patas largas y delgadas. Enfrenta a la brisa, con su cuerpo en un ángulo de 45°, el escarabajo captura las gotas de niebla en las endurecidas alas. Su cabeza se enfrenta contra el viento, y sus duras alas exteriores, llenas de baches se ponen contra la brisa húmeda. Se reúnen cada minuto en sus alas gotas de agua de la niebla (15-20 micras de diámetro); allí las gotas se adhieren a puntos hidrofílicos (amantes de agua), que están rodeados de canaletas de cera hidrofóbicas. Las gotitas se aplanan, ya que hacen contacto con las superficies hidrófilas, lo que les impide ser arrastradas por el viento y proporcionan una superficie para sujetar a otras gotitas.  La acumulación continúa hasta que el peso de la gota combinada supera la atracción electrostática del agua a los golpes, así como cualquier fuerza de oposición del viento; en un viento de 30   km /h, una gota de ese tipo se adhiere a la banda hasta que crece a más o menos 5   mm de diámetro; en ese punto rueda por el dorso del escarabajo a sus piezas bucales.
Investigadores del Massachusetts Institute of Technology han emulado esta capacidad mediante la creación de una superficie con textura que combina de manera alterna materiales hidrofóbicos e hidrofílicos. Los usos potenciales incluyen la extracción de la humedad de la atmósfera. y la creación de ventanas y espejos antiniebla libres de condensación. Una compañía llamada NBD Nano está tratando de comercializar la tecnología.
Últimamente, se ha demostrado que estos escarabajos también pueden obtener agua de rocío (es decir, desde el aire húmedo sin niebla).